# Walter Benjamin
Walter Bendix Schönflies Benjamin (wym. niem. MAF: [ˌvaltɐ ˈbɛnjamiːn], wymowaⓘ; ur. 15 lipca 1892 w Berlinie, zm. 26 września 1940 w Portbou) – niemiecko-żydowski filozof; jeden z najważniejszych przedstawicieli szkoły frankfurckiej, teolog, teoretyk kultury, tłumacz, marksistowski krytyk literacki i eseista.

## Życiorys
Walter Benjamin oraz jego młodsze rodzeństwo, Georg (1895–1942) i Dora (1901–1946), urodzili się i wychowali w zamożnym, zasymilowanym domu żydowskim w Berlinie. Ojciec, Emil, był bankierem w Paryżu i z czasem przeprowadził się do Berlina, gdzie został handlarzem antyków i poślubił Pauline Schönflies.
W roku 1902 dziesięcioletniego Waltera zapisano do Kaiser-Friedrich-Gymnasium w Charlottenburgu, które ukończył dziesięć lat później. Zdrowie chłopca nie było najlepsze, dlatego w 1905 roku rodzice wysłali go do szkoły z internatem (Hermann-Lietz-Schule) w Haubindzie w Turyngii, gdzie spędził dwa lata. Jeden z jej dyrektorów, Gustav Wyneken, był autorem nowatorskiego programu reformy edukacji. Benjamin zachwycił się prostotą systemu Wynekena, opartego na idei, że naczelnym zadaniem szkoły ma być wychowywanie młodzieży do życia w społeczeństwie przyszłości. W pisemku szkolnym Der Anfang (Początek), poświęconym propagowaniu idei Wynekena, ukazał się w roku 1910 pierwszy opublikowany tekst Benjamina, wiersz o poecie. Drogi Benjamina i Wynekena rozeszły się na tle stosunku do pierwszej wojny światowej. Ale już wcześniej pojawiły się różnice, które można sprowadzić do opozycji ciała i ducha. Wyneken był zwolennikiem osobistych więzi między nauczycielem a uczniem (z podtekstem homoseksualnym), Benjamin kładł nacisk na więzi duchowe, kulturowe. W roku 1907 po powrocie do Berlina wznowił naukę w Kaiser-Friedrich-Gymnasium.
W roku 1912, mając 20 lat, rozpoczął naukę na Uniwersytecie Albrechta i Ludwika we Fryburgu, ale pod koniec letniego semestru wrócił ponownie do Berlina, gdzie zapisał się na Uniwersytet Humboldtów, by kontynuować studia z zakresu filozofii. Wybrany na przewodniczącego stowarzyszenia studenckiego Freie Studentenschaft, poświęcił się pisaniu esejów, wskazując na potrzeby zmian zarówno w kulturze nauczania, jak i w kulturze ogólnej. Po upływie kadencji (nie został wybrany ponownie) skupił uwagę na studiach we Freiburgu, szczególnie na wykładach Heinricha Rickerta. W okresie tym odwiedził również Paryż i niektóre rejony Włoch.
W 1914 roku, gdy I wojna światowa zwróciła Niemcy przeciwko Francji, Benjamin rozpoczął tłumaczenie francuskiego poety Charles’a Baudelaire’a. 8 sierpnia 1914 roku dwoje jego przyjaciół popełniło samobójstwo w proteście przeciwko wojnie. Benjamin bardzo przeżył ich śmierć, a zareagował, pisząc esej o „Idiocie”, w którym dowodził, że jest to lament Dostojewskiego nad niedoskonałością ruchów młodzieżowych.
W roku 1915 Benjamin, podążając za ówczesną narzeczoną, przeprowadził się do Monachium i kontynuował studia na tamtejszym uniwersytecie. Uczęszczał na kolokwium Waltera Lehmanna o kulturze prekolumbijskiego Meksyku oraz religii Majów i Azteków, gdzie poznał osobiście Rainera Marię Rilkego. Na Uniwersytecie Monachijskim poznał również Gershoma Scholema, który pozostał jego przyjacielem przez całe życie. Nie poznał natomiast Kafki, choć ten w roku 1916 publicznie czytał w Monachium Kolonię karną. W tym samym roku napisał artykuł o niemieckim poecie Friedrichu Hölderlinie.
W roku 1917 przeniósł się na Uniwersytet w Bernie, gdzie spotkał Ernesta Blocha i poślubił Dorę Sophie Pollak (z domu Kellner, 1890–1964), z którą miał syna Stefana Rafaela (1918–1972). W 1919 roku uzyskał doktorat z wyróżnieniem (cum laude) za rozprawę doktorską o pojęciu krytyki artystycznej w romantyzmie niemieckim (Der Begriff der Kunstkritik in der deutschen Romantik), przygotowaną pod opieką filozofa Richarda Herbertza. Przyjaźnił się w tym czasie z Gershomem Scholemem, razem mieszkali w Bernie i w Muri pod Bernem. Powołali nawet dwuosobowy „główny i państwowy uniwersytet w Muri”, którego obaj byli rektorami. Zachowały się bibliofilskie druki tej mikroskopijnej uczelni.
W 1921 roku nabył akwarelę Paula Klee Angelus Novus, którą opisze później w Tezach o pojęciu historii, jednym z ostatnich jego tekstów, nad którym pracował w 1940 roku.
W obliczu problemów finansowych musiał zrezygnować z rozpoczęcia pracy nad habilitacją. Powrócił z żoną do Berlina, gdzie zamieszkał z rodzicami i gdzie w 1921 roku opublikował Krytykę przemocy. W domu rodziców doszło do nieporozumień co do sposobu jego zarobkowania. Nie powiodły się jego próby otwarcia antykwariatu. Jesienią roku 1921 Benjamin chciał wydawać pismo zatytułowane Angelus Novus. Współpracownikiem planowanego pisma miał być przyjaciel z czasów berneńskich Gershom Scholem – znawca mistyki żydowskiej. Pismo to jednak nigdy się nie ukazało. Wobec powyższego jedynie podjęcie pracy nad habilitacją mogło zapewnić mu pomoc finansową ze strony rodziców.
W 1923 roku, kiedy został założony Instytut Badań Społecznych (szkoła frankfurcka), opublikował Tableaux Parisiens Charlesa Baudelaire. Poznał wówczas Theodora Adorno i przyjaźnił się z Györgyem Lukácsem, którego Teoria powieści, opublikowana w roku 1920, wywarła na niego znaczący wpływ. Inflacja, jaka miała miejsce w Republice Weimarskiej po zakończeniu I wojny światowej, sprawiła, że jego ojciec miał trudności z dalszym udzielaniem mu wsparcia finansowego.
W roku 1923 jego najlepszy przyjaciel Gershom Scholem wyemigrował w rejon Brytyjskiego Mandatu Palestyny, gdzie później utworzono państwo Izrael i w kolejnych latach próbował przekonać Benjamina, by dołączył do niego. Można domniemywać, że wysiłki, jakie podjął Scholem pod koniec lat 20., a które miały na celu sprowadzenie Benjamina do Palestyny, wiązały się z jego marzeniami o odnowie duchowej. W osobie Benjamina kultura żydowska miała pozyskać genialnego myśliciela. Benjamin jednak nigdy nie przyjechał. Z listu na list przesuwał datę wyjazdu. Nic też nie wyszło z jego prób wyuczenia się hebrajskiego.
W roku 1924 w magazynie Neue Deutsche Beiträge opublikowany został, dzięki poparciu Hugona von Hoffmansthala, artykuł Waltera Benjamina Goethes Wahlverwandtschaften (Goethego „Powinowactwa z wyboru”) napisany w latach 1921–1922. Razem z Ernestem Blochem Benjamin spędził kilka miesięcy na włoskiej wyspie Capri, przygotowując swoją pracę habilitacyjną Ursprung des deutschen Trauerspiels (Pochodzenie niemieckiej tragedii). Wówczas kierując się sugestiami Blocha przeczytał Historię i świadomość klasową Lukácsa i spotkał po raz pierwszy bolszewicką, łotewską aktorkę Asję Lācis mieszkającą na stałe w Moskwie. Wywarła ona znaczący i długotrwały wpływ intelektualny na Waltera Benjamina.
Starał się zrobić karierę w świecie akademickim. Nadaremnie jednak ubiegał się o habilitację na podstawie pracy o barokowym dramacie niemieckim (Ursprung des deutschen Trauerspiels). Gdy w 1925 roku przedłożył maszynopis tej książki profesorowie germanistyki Uniwersytetu Frankfurckiego Hans Cornelius i Franz Schultz (w przeciwieństwie do Waltera Benjamina dziś zupełnie zapomniani), zgodnie stwierdzili, że jej nie rozumieją i poprosili go, by ją wycofał, aby uniknąć jej publicznego odrzucenia. To niepowodzenie było dla 33-letniego myśliciela kolejną nieudaną próbą zapewnienia sobie minimum egzystencji – zamknęło mu drogę do posady uniwersyteckiej i zniechęciło do kariery akademickiej. Otwarło go jednak na inne poszukiwania i zachęciło do przekraczania granic. Odtąd Benjamin wiódł niepewny żywot wolnego strzelca. Będąc w uciążliwym położeniu materialnym, szukał najrozmaitszych sposobów zarobkowania (choć nigdy nie zarobkował w niezgodzie „z własnym sumieniem”): pisał eseje i rozprawy do rozmaitych czasopism, recenzował książki, rzadziej wydając własne. Pracując z Franzem Hesselem (1880–1941), Benjamin przetłumaczył pierwsze tomy W poszukiwaniu straconego czasu Marcela Prousta. W kolejnym roku zaczął pisać dla niemieckich gazet Frankfurter Zeitung (Gazeta Frankfurcka) i Die Literarische Welt (Świat Literacki) – współpracował też z rozgłośnią frankfurcką – co pozwoliło mu na przeżycie kilku miesięcy w Paryżu. W 1926 roku zmarł jego ojciec. W grudniu Walter Benjamin wyjechał do Moskwy, by spotkać się z Asją Lācis. Zastał ją schorowaną w sanatorium. Zapewne dzięki niej otrzymał zamówienie, by napisać dla Wielkiej Encyklopedii Radzieckiej hasło poświęcone Goethemu, co dało podstawę do sfinansowania pobytu w Moskwie.
W 1927 roku rozpoczął pracę nad dziełem, które miało nosić tytuł Pasaże paryskie (Pariser Passagen). Pasaże to monumentalne, nieukończone studium, nad którym pracował do momentu śmierci. Benjamin dużo czasu spędzał wówczas w Bibliotece Narodowej Francji. Początkowo planował ukończenie tekstu na Boże Narodzenie 1927 roku, jednak w tym terminie nie został on ukończony. Od pewnego momentu Benjamin zaczął je postrzegać jako swoje opus magnum. Autor pracował nad nim do jesieni 1929 roku, potem zaś w roku 1934, po emigracji z Niemiec do Francji, i kontynuował pisanie aż do ucieczki z Paryża w 1940 roku. Nigdy nieukończone zapiski przerodziły się w olbrzymie dzieło, którego główny korpus zajmuje w druku 800 stron.
W 1927 roku po raz ostatni widział się osobiście z Gershomem Scholemem w Berlinie i rozważał przeprowadzkę do Palestyny. W roku 1928 rozstał się ze swoją żoną Dorą (z którą dwa lata później się rozwiódł) i opublikował Ulicę jednokierunkową oraz Pochodzenie niemieckiej tragedii. Benjamin eksperymentował z haszyszem. W protokole zażywania haszyszu z 15 stycznia 1928 roku znajdujemy elementy, korespondujące z doznaniem anielsko-szatańskiej podwójności: Mój śmiech nabrał rysów szatańskich, przy czym był raczej wyrazem szatańskiej wiedzy, szatańskiej sytości, szatańskiego spokoju, niźli szatańskiego niszczycielskiego oddziaływania. W roku 1929 Asja Lācis, wówczas asystentka Bertolta Brechta, poznała obu autorów. W tym roku Walter Benjamin próbował wrócić do kariery akademickiej, ucząc przez krótki czas na Uniwersytecie Ruprechta i Karola w Heidelbergu.
W roku 1932, w okresie ogólnego poruszenia, jakie poprzedziło wybór Adolfa Hitlera na kanclerza, Walter Benjamin opuścił Niemcy i spędził kilka miesięcy na hiszpańskiej wyspie Ibiza. Następnie przeniósł się do Nicei, gdzie rozważał popełnienie samobójstwa. Gdy po pożarze Reichstagu w 1933 roku Hitler doszedł do władzy i rozpoczął prześladowania Żydów, Benjamin zanim przeniósł się do Paryża, szukał wcześniej schronienia w Svendborgu u Bertolta Brechta i w Sanremo, gdzie mieszkała jego była żona (Benjamin nigdy nie przystał na propozycję Brechta, by przenieść się z Francji do Danii, być może dlatego, że trzymał się Paryża, gdzie miał blisko do Biblioteki Narodowej).
Benjamin był kolekcjonerem, zbieraczem (książek, detali kulturowych i cytatów), na aukcje książkowe chadzał nałogowo – nie uważał kupowania drogich książek za rozrzutność ani bibliofilskiego szperania za marnotrawstwo czasu. Nie mógł żyć bez wielkich księgozbiorów. Emigrując do Paryża, uratował tylko część swojego cennego księgozbioru. Miesiącami przebywał na Ibizie, gdzie pracował nad wspomnieniami z dzieciństwa pod tytułem Berliner Kindheit um 1900 (Dzieciństwo w Berlinie około roku 1900). Gdy pogorszyła się jego sytuacja finansowa, współpracował z Maksem Horkheimerem i otrzymywał pewne wsparcie finansowe ze strony Instytutu Badań Społecznych, który w tym czasie przeniósł się z Genewy do Nowego Jorku (w roku 1935 przyznano mu stypendium na prowadzenie dalszych prac nad Pasażami Paryskimi, które jednak starczało jedynie na skromne posiłki i opłacenie komornego). Spotykał się z innymi artystami i intelektualistami niemieckimi, którzy w Paryżu stali się uchodźcami. Przyjaźnił się z Hannah Arendt, Hermannem Hesse i Kurtem Weillem. W roku 1938 po raz pierwszy ukazał się jego esej L'Œuvre d’Art à l'Époque de sa Reproductibilité Technique (Dzieło sztuki w epoce mechanicznej reprodukcji). Został on opublikowany (po raz pierwszy), w tłumaczeniu na francuski, w 1936 r. w czasopiśmie Zeitschrift für Sozialforschung wydawanym przez Instytut Badań Społecznych. W roku tym opublikował też w Szwajcarii, pod pseudonimem Detlev Holz, wybór listów wybitnych Niemców (Eine Folge von Briefen).
W roku 1937 Benjamin pracował nad esejem Paryż II Cesarstwa według Baudelaire, spotkał Georges’a Bataille’a i przystąpił do grupy Collège de Sociologie. Zainteresowanie surrealizmem sprawiło, że spotkał wiele osób, które odeszły od idei André Bretona. W 1935 roku poznał Pierre Klossowskiego, który tłumaczył jego teksty na francuski (także tekst Dzieło sztuki w epoce reprodukcji mechanicznej). Benjamin nawiązał wiele relacji z osobami z otoczenia Georges’a Bataille’a i został zaproszony do wygłoszenia wykładu w ramach Collège de Sociologie jesienią 1939 roku. Miał zaprezentować swoją pracę na temat mody – jednego z istotnych tematów, które podejmował Benjamin w Pasażach, ale Collège de Sociologie upadł, zanim doszło do wykładu.
W 1938 roku po raz ostatni odwiedził Bertolta Brechta, który przebywał wówczas na uchodźstwie w Danii. Kilka miesięcy później Hitler pozbawił niemieckich Żydów obywatelstwa i Benjamin stał się bezpaństwowcem. Jesienią 1939 roku był przetrzymywany przez trzy miesiące, w obozie niedaleko Nevers, przez władze francuskie, które internowały Niemców znajdujących się na terytorium francuskim.

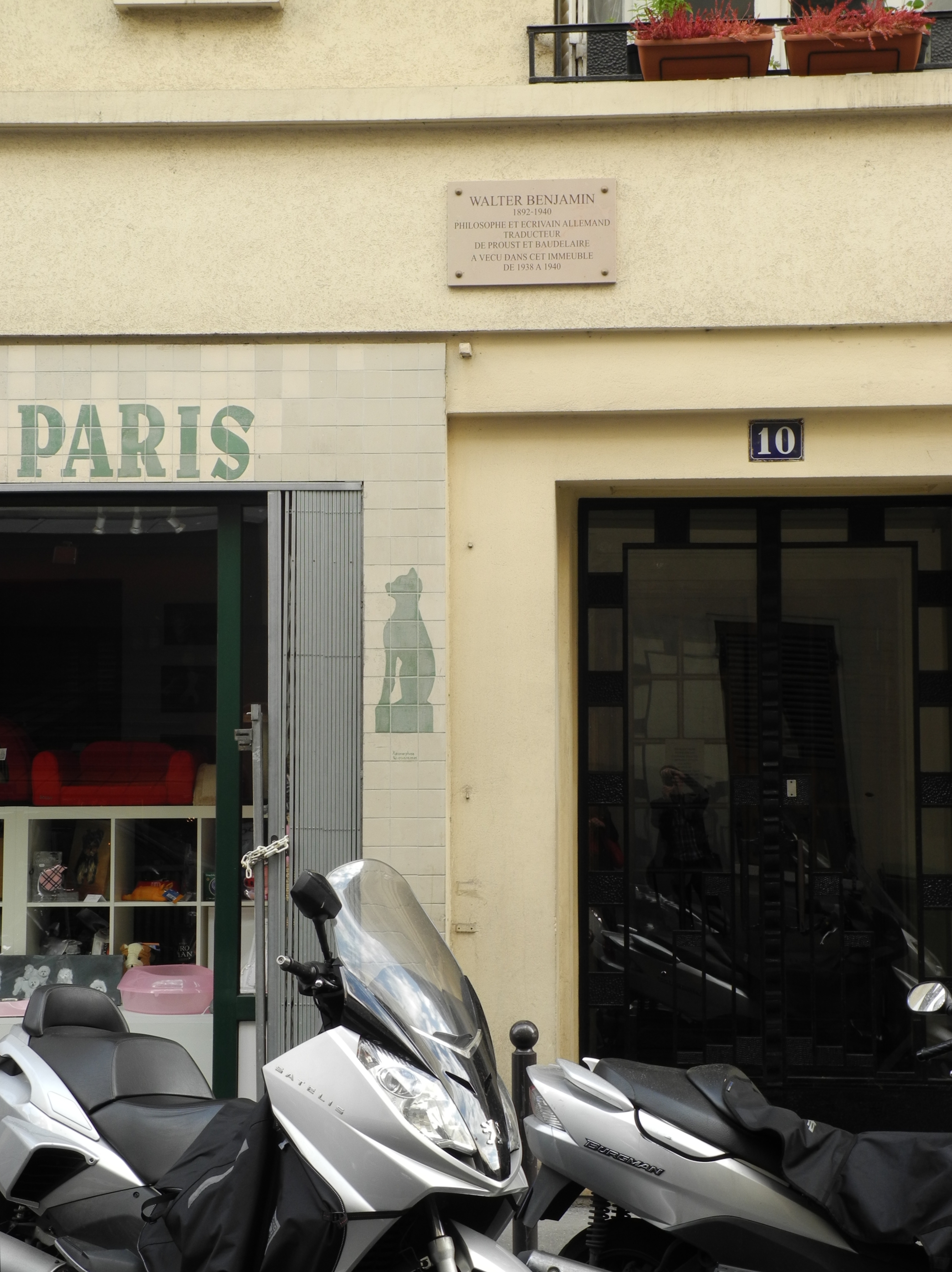
Tablica na fasadzie budynku w Paryżu przy 10 rue Dombasle, w którym mieszkał Benjamin. „Walter Benjamin 1892-1940. Filozof i pisarz niemiecki, tłumacz Prousta i Baudelaire’a. Mieszkał w tym budynku od 1938 do 1940.”

Po powrocie do Paryża, w styczniu 1940 roku napisał esej Tezy historiozoficzne (O pojęciu historii). Gdy w czerwcu tego roku Wehrmacht przełamał francuską defensywę, Benjamin, na dzień przed wkroczeniem Niemców do Paryża zbiegł ze swoją siostrą na południe Francji do Lourdes. W sierpniu dzięki zabiegom Maksa Horkheimera otrzymał wizę do Stanów Zjednoczonych. Aby umknąć przed Gestapo, Benjamin zaplanował podróż statkiem do Ameryki z neutralnego portu w Portugalii, do którego zamierzał dotrzeć przez Hiszpanię (bezpośredni wyjazd z Francji do Stanów nie był możliwy). Przez kilkadziesiąt lat po zdarzeniach, jakie miały wówczas miejsce, badaczom nie udało się jednoznacznie ustalić, jaki był ich faktyczny przebieg.

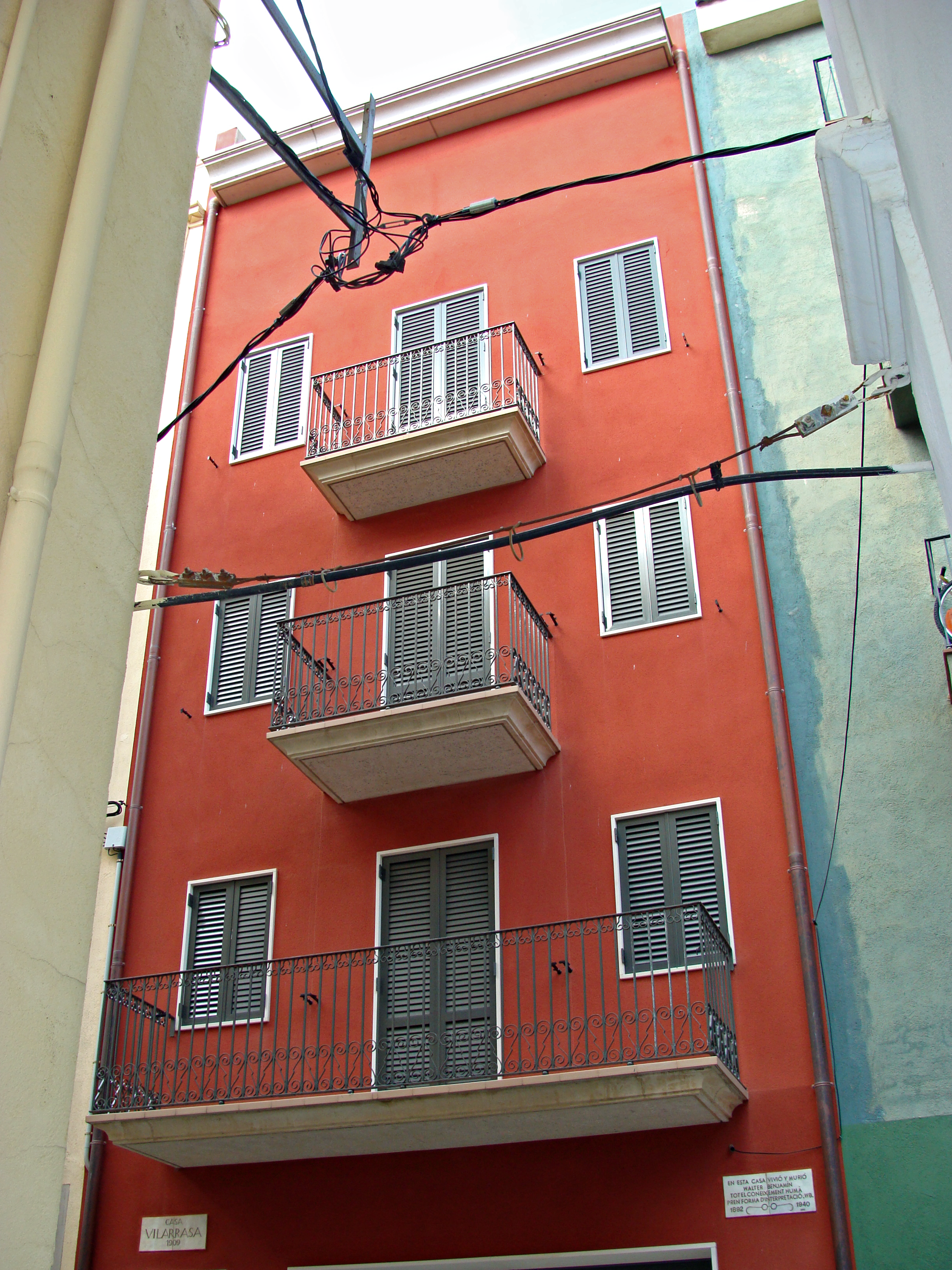
Budynek hotelu Francia w Portbou, gdzie zmarł Walter Benjamin

Niedokładne, niekompletne zapisy historyczne wskazują, że uciekając z Francji podbitej przez III Rzeszę, dotarł na granicę do francusko-hiszpańskiej miejscowości Portbou w Pirenejach, ale grupa uchodźców (towarzyszką wędrówki pisarza we wrześniu 1940 roku była m.in. spotkana w Marsylii Henny Gurland, późniejsza żona Ericha Fromma, z szesnastoletnim synem), do której dołączył, została zatrzymana przez hiszpańską policję i Walter Benjamin prawdopodobnie popełnił samobójstwo, przyjmując śmiertelną dawkę morfiny. Okoliczności śmierci są jednak niejasne. W sposób typowy dla uchodźców przebył dziki obszar Pirenejów i po przybyciu do Portbou zdawał się być chory. Akurat tego dnia, gdy Benjamin znalazł się na granicy, straż graniczna nie pozwalała nikomu jej przekroczyć. Grupie, z którą uchodził, powiedziano, że nie zostanie przepuszczona przez granicę. Benjamin musiał zawrócić. Podczas pobytu w hotelu Francia (Fonda Frana) zapewne przyjął pigułki z morfiną skutkiem czego zmarł w nocy z 27 na 28 września 1940 roku. Jednak fakt, że pochowano go na poświęconej części cmentarza rzymskokatolickiego wskazuje, że jego śmierć nie została wówczas potraktowana jako samobójstwo. Pozostałe osoby z grupy uchodźców zostały następnego dnia przepuszczone przez granicę i bezpiecznie dotarły do Lizbony 30 września. Dobrze udokumentowany jest fakt, że policja hiszpańska współpracowała z Gestapo. Nie wydaje się, by Benjamin korzystał ze sfałszowanych dokumentów, co ułatwiało policji zidentyfikowanie go. Być może Benjamin uwierzył informacjom, że uciekinierzy bez wizy wyjazdowej będą wydawani Gestapo. Jedna z interpretacji wydarzeń uzasadniająca samobójstwo głosi, że gdyby Benjamin, znany Gestapo jako radykalny pisarz i krytyk narodowego socjalizmu był głównym celem i gdyby okazało się, że nie żyje, to zatrzymywanie pozostałych uchodźców, którzy go nie znali, stałoby się niecelowe. Z drugiej strony, pozostanie w Paryżu czy przejazd na południe oznaczałyby dla niego najprawdopodobniej tortury Gestapo i pewną śmierć.

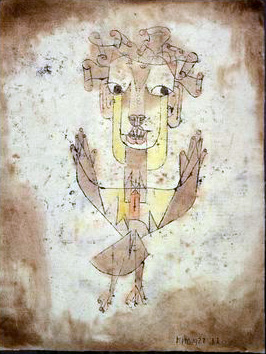
Klee, Angelus novus

Wszystkie rękopisy, jakie Benjamin przewoził w swojej walizce, zaginęły po jego śmierci i nigdy nie zostały odnalezione. Spekulacje, że znajdował się wśród nich rękopis ukończonych Pasaży są mało prawdopodobne, gdyż w 1938 roku plany prac Benjamina zmieniły się pod wpływem krytyki ze strony Adorna i do ostatnich lat przebiegały w granicach zakreślonych w ten sposób. Gdy Benjamin zmarł, notatki i rękopis Pasaży, a także duża część korespondencji, leżały ukryte w paryskiej Bibliothèque nationale de France, gdzie Benjamin wcześniej pracował nad nim niestrudzenie przez kolejne lata życia. Przed ucieczką z Paryża przed niemiecką okupacją pisma te powierzył swojemu przyjacielowi Georges’owi Bataille’owi. Bataille pracował jako bibliotekarz w Bibliothèque nationale de France i ukrył je w zamkniętym archiwum biblioteki. Ostatecznie pisma te zostały odkryte po wojnie. Pełny tekst Pasaży wydano w 1980 roku po latach mozolnej pracy edytorskiej. Ukryta wraz z pismami wojnę przetrwała też akwarela Angelus Novus namalowana w 1916 roku przez Paula Klee. Benjamin zetknął się z nią w początku lat dwudziestych w Monachium. Zrobiła na nim tak wielkie wrażenie, że natychmiast ją kupił. Wisiała potem w jego berlińskim gabinecie, nad sofą. Towarzyszyła mu na wygnaniu, w Paryżu. Był gotów ją sprzedać w roku 1939, żeby opłacić bilet do Ameryki. Kiedy ostatecznie musiał opuścić Paryż przed wkroczeniem tam Niemców, wyciął akwarelę z ramki i włożył ją do kufra z rękopisami.

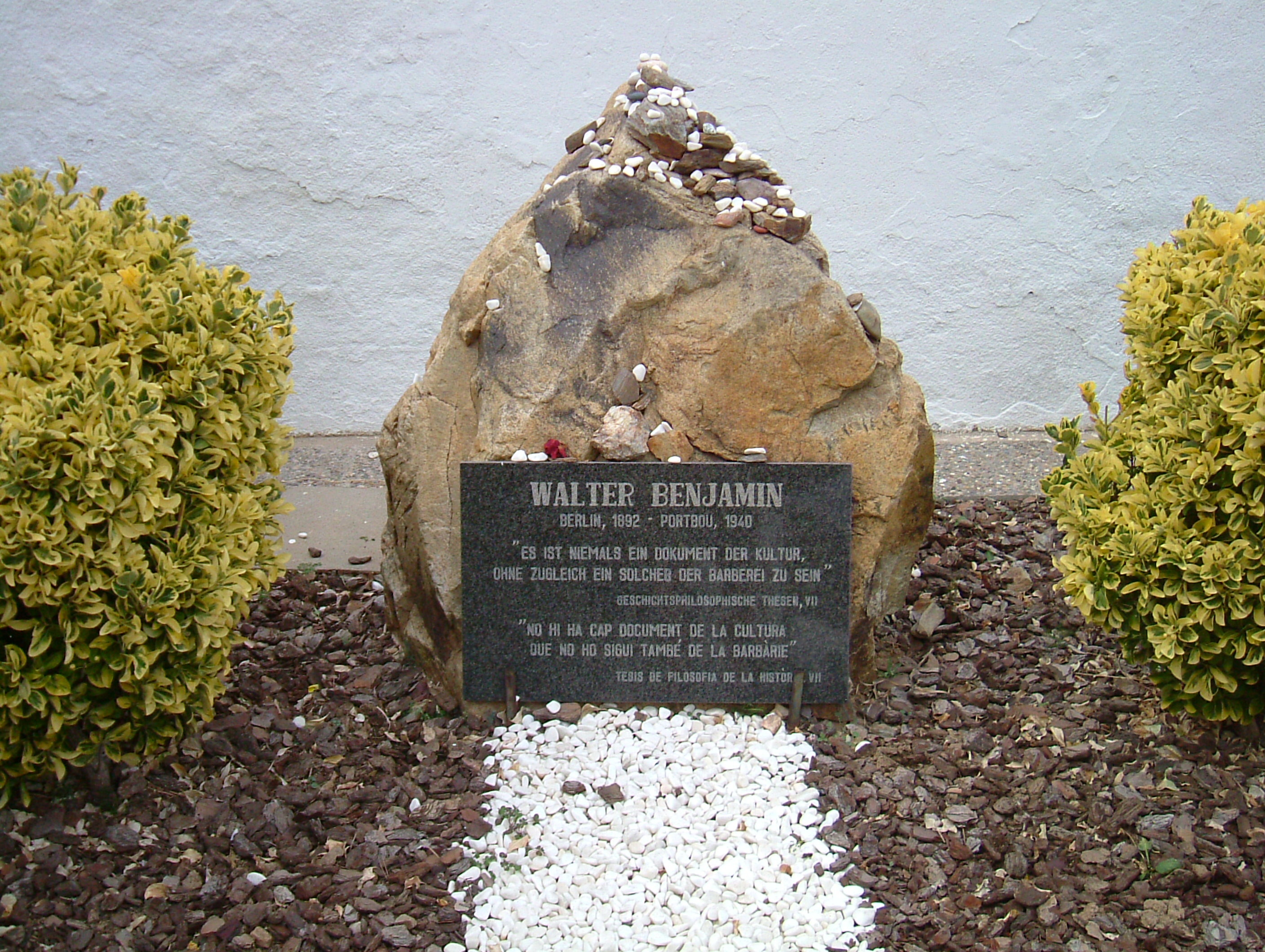
Głaz w Portbou z tablicą ku pamięci Waltera Benjamina

Ręcznie zapisana kopia eseju Benjamina O pojęciu historii została przekazana Adorno przez Hannah Arendt, która przekroczyła francusko-hiszpańską granicę kilka miesięcy po śmierci Benjamina. Esej ten tymczasowo przechowywany w Nowym Jorku, został ostatecznie opublikowany przez Instytut Badań Społecznych w 1942 roku.
Pech prześladował jednak Benjamina i po śmierci – podobnie jak za życia nie udało mu się zdobyć szerszego uznania, tak i po śmierci potrzeba było wielu lat, zanim rozpoczęto edycję jego pism. Kiedy Benjamin umarł w zapomnieniu, Arendt, Adorno i Scholem podjęli się misji spopularyzowania jego myśli, każde na własną rękę i zgodnie z własnymi ideowymi preferencjami. Dopiero w piętnaście lat po śmierci ukazał się we Frankfurcie nad Menem dwutomowy wybór pism Benjamina.

## Koncepcje i publikacje
W ostatnich dekadach znacząco wzrosło uznanie dla prac Waltera Benjamina. Obecnie jest uznawany, na polu literatury i doświadczenia współczesnej estetyki, za jednego z najważniejszych XX-wiecznych myślicieli. Jego prace są bardzo często cytowane w analizach akademickich i literaturoznawczych.
Jako krytyk kultury i socjolog, Benjamin wniósł nowy wkład do filozofii zachodniej łącząc w swoich pracach idee materializmu historycznego, idealizmu niemieckiego oraz mistycyzmu i mesjanizmu żydowskiego.
Był związany przez pewien czas z teorią krytyczną szkoły frankfurckiej. Istotny wpływ wywarli na niego Bertolt Brecht (który rozwinął krytyczną estetykę materializmu dialektycznego) i Gershom Scholem (twórca nowoczesnej, akademickiej analizy kabały i mistycyzmu żydowskiego). Jako teoretyk literatury tłumaczył prace Charlesa Baudelaire i Marcela Prousta. Często cytowane są eseje takie jak Zadania tłumacza czy Tezy historiozoficzne (O pojęciu historii), którym Benjamin wniósł swój wkład do myśli historiozoficznej.
Dyskursy Benjamina wykazują bardziej otwartą postawę wobec konkretnych form nowoczesności, niż dotychczasowe prace, chociażby Adorna i Horkheimera. Benjamin był spadkobiercą nauczania Georga Simmla. Jego, czasami mrocznym wnioskom, można było zaprzeczyć poprzez jego krytyki, pozostawiające miejsca na drobne adnotacje. Wyrafinowany oraz bardzo sprzeczny osąd Benjamina dotyczący kina opiera się o wywiad. Ocenia on kino, jako "technikę reprodukcji usuwającą aurę, osobliwość i dystans autentycznego dzieła sztuki”. Benjamin twierdzi także, że kino niszczy tradycje włączone we wspólnotę. Z drugiej strony, daje ono także możliwość wzbogacenia estetycznego.
Benjamin wykazuje zainteresowanie publicznością oraz dystansuje się wobec „banału”, poprzez który sztuka sprawia, że ludzie szukają rozrywki, ale jednocześnie wymaga jednak skupienia. Podejście do samej publiczności koncentruje na pojęciach umasowienia i proletaryzacji, oraz że media pozwalają wyrażać się i rozwijać kompetencje.
Szczególnie duże uznanie zyskały jego analizy kultury masowej. Traktują o niej między innymi: często cytowany esej Dzieło sztuki w dobie możliwości jego reprodukcji technicznej, tekst Twórca jako wytwórca oraz Pasaże – dzieło, które Walter Benjamin tworzył przez lata i które miało stać się jedną z najbardziej osobliwych książek XX-wiecznej humanistyki (prawdopodobnie nigdy nie ukończone, owiane swoistą legendą, przyniosło mu po latach pośmiertną sławę). Analizy kultury masowej Waltera Bejamina wychodzą poza krytyczne spojrzenie jakie prezentował na przykład José Ortega y Gasset i myśliciele szkoły frankfurckiej tacy jak Theodor Adorno czy Max Horkheimer. Benjamin nie podzielał wprost katastroficznych wizji intelektualistów przekonanych, że kultura masowa zabija prawdziwą twórczość, i stanowi zagrożenie dla autonomii i wolności jednostki – uważał też na przykład, że niezależny artysta może próbować wykorzystać przemysł kulturalny do swojego celu. W Pasażach Benjamin przyglądając się luksusowym francuskim pasażom końca XIX wieku (którego dzisiejszym odpowiednikiem mogą być współczesne centra handlowe) analizował między innymi zjawiska mody i reklamy – dwa koła zamachowe kultury konsumpcji. Jako swoiste narzędzie analizy Benjamin zaadaptował koncepcję flanera (miejskiego obserwatora; z franc. flâneur) Charlesa Baudelaire (koncepcja ta pojawia się też w jego eseju Paryż II Cesarstwa według Baudelaire). Benjamin przedstawił proroczą wizję upadku flanera, który zamiast błąkać się w labiryncie miasta, trafia wraz z tłumem do domu towarowego i w nim „błąka się po labiryncie towarów”. Ten właśnie wątek Benjaminowskiej refleksji doczekał się dziś licznych kontynuacji wśród współczesnych badaczy społeczeństwa konsumpcyjnego, którzy śledzą dalsze losy figury flanera w perspektywie transformacji dziewiętnastowiecznego domu towarowego w wielkie centra zakupowe i Disneyland, wskazując na degradację współczesnego, zdemokratyzowanego społeczeństwa konsumpcyjnego.
Walter Benjamin, nie podzielał jednoznacznie pesymizmu prezentowanego przez myślicieli szkoły frankfurckiej. Z drugiej strony czołowi przedstawiciele instytutu z Frankfurtu odnosili się z rezerwą do jego analiz zarzucając mu redukcjonistyczny materializm. Walter Benjamin na nowo „odkryty” został dopiero po latach – choć dostrzega się słabe strony i uproszczenia w jego podejściu to ceni się go za inspirujący charakter jego prac.
Podejście Benjamina do kultury masowej cechował pewien optymizm jednak dość niejednoznaczny. W swym eseju Dzieło sztuki w dobie reprodukcji technicznej napisanym w 1936 roku analizował status dzieła sztuki w kontekście masowej produkcji i konsumpcji oraz rozwoju nowych technologii, wskazując na to, że dzieło takie straciło swoją dawną swoistą autentyczność i aurę wyjątkowości, niezwykłości jaką posiadało gdy wcześniej znajdywało się w centrum praktyk religijnych. Benjamin zwraca uwagę, że w kulturze masowej doszło do oderwania się dzieła sztuki od tradycji (dawniej sztuka związana była z rytuałem religijnym, kościołem czy kaplicą, dworem arystokratycznego protektora) i wytrącenia go z umiejscowienia w konkretnym, fizycznym punkcie czasoprzestrzeni. Na przykład aktor w teatrze odgrywa swoją rolę danego wieczoru, w danym miejscu – w przypadku filmu już tak nie jest. Choć w takiej zależności tradycja poniekąd pasożytowała na dziele sztuki, to w pewnym sensie właśnie dzięki takiemu umiejscowieniu dzieło nabierało swoistego szacunku, zyskiwało nienamacalną aurę. Aurę tę dzieło sztuki zachowywało nawet po wyjęciu z kontekstu praktyk, w których było pierwotnie osadzone.
Mechaniczna reprodukcja sztuki zmieniła relacje mas do sztuki nadając jej charakter demokratyzujący i partycypujący. Reprodukcja techniczna w takim ujęciu ma wartość emancypującą, gdyż daje dostęp do sztuki dla wszystkich ludzi. Spojrzenie takie rozmija się więc z wizją autorytarności i represji, jakie na masowym odbiorcy wywiera kultura popularna.
Ciemną stroną kultury masowej dla Benjamina było jednak utowarowienie sztuki. Wobec wyłonienia się dominacji rynku jako mechanizmu regulacji życia społecznego a następnie upowszechnienia masowych technik produkcji (i reprodukcji) sprowadzenie dzieła sztuki do formy towaru stało się nieuniknione. Oznacza to upadek dzieła i zatracenie istoty jego kreatywności. Jak zauważa Walter Benjamin (Park Centralny) ponieważ odbiorcy nie są już wąską grupą lecz przybrali formę tłumu (masy) to dzieło sztuki, niezależnie od swej rangi, aby w ogóle móc zaistnieć wymaga jak każdy inny towar odpowiedniej promocji. Przy tym proces utowarowienia sztuki był zwrotny w tym sensie, że zwykłe (utylitarne) przedmioty wkroczyły w rejony estetycznych kontemplacji zarezerwowane dotychczas dla sztuki. Innymi słowy towar przeobraził się w sztukę. Metaforą takiego stanu rzeczy była dla Waltera Benjamina prostytutka, która towar uczłowiecza i przy tym wystawia w rejon publicznej kontemplacji. Jak widział to Benjamin (Paryż – stolica dziewiętnastego wieku) w takich okolicznościach jednostki ludzkie padają ofiarą kultu towaru a pogoń za modą prowadzi w istocie do odczłowieczenia. Ujmując to we współczesne ramy można by powiedzieć, że dla mas domy towarowe pełnią tę samą rolę jaką dla elit stanowiły od dawna galerie czy muzea. Na półkach sklepowych towary – dzieła kultury konsumpcyjnej – eksponuje się niczym dzieła w muzealnych gablotach. Niektóre z tych „eksponatów” to swoiste relikwie, cząstki ikon kultury popularnej.
Podobne relacje jak pomiędzy sztuką i ekonomią pojawiały się zdaniem Benjamina również pomiędzy sztuką i ruchami politycznymi zorientowanymi na szerokie populacje: uważał on, że o ile faszyzm estetyzował politykę to komunizm niejako zwrotnie upolityczniał sztukę (egalitarną sztukę rozpatrywał więc jako narzędzie praktyk politycznych czego przykładem były możliwości wykorzystania kultu gwiazdorów do wzmacniania reżimów politycznych). Benjamin w materialistyczny sposób wiązał sztukę z podstawami jej tworzenia i dowodził, że z każdym sposobem tworzenia kultury związany jest odpowiedni sposób jej recepcji. Dlatego demokratyczna sztuka jak uważał powinna opierać się na realizmie.

## Pisma

### Prace Benjamina w oryginale
- Begriff der Kunstkritik in der deutschen Romantik (1920)
- Zur Kritik der Gewalt (1921)
- Goethes Wahlverwandtschaften (1925)
- Passagen-Werk (1927- 1940; wyd. 1982)
- Ursprung des deutschen Trauerspiels (1928)
- Einbahnstraße (1928)
- Das Kunstwerk im Zeitalter seiner technischen Reproduzierbarkeit (1936)
- Berliner Kindheit um neunzehnhundert (1938, wydane 1950)
- Über den Begriff der Geschichte (1940)

### Polskie przekłady
Książki:
- Twórca jako wytwórca, red. Hubert Orłowski, wstęp Jerzy Kmita, tłum. Hubert Orłowski i inni, Wydawnictwo Poznańskie, Poznań 1975, stron 328; inne wyd.: tłum. Robert Reszke, Wydawnictwo KR, Wydawnictwo KRM, Warszawa 2011, ISBN 978-83-89158-79-6.
- Anioł historii: eseje, szkice, fragmenty, red. Hubert Orłowski, tłum. Krystyna Krzemieniowa i inni, Wydawnictwo Poznańskie, Poznań 1996 (Jest to w zasadzie nowe wydanie zbioru Twórca jako wytwórca z tym, że skorygowany został tytuł eseju Tez historiozoficznych (z Geschichtsphilosophische Thesen na Über den Begriff der Geschichte) i uzupełniono wybór dwunastu esejów o trzy kolejne Zur Kritik der Gewalt, Karl Kraus, Der Erzähler. Betrachtungen zum Werk Nikolai Lesskows), stron 424, ISBN 83-86138-57-2.
- Ulica jednokierunkowa, tłum. Andrzej Kopacki, Wydawnictwo Sic!, Warszawa 1997, stron 80, ISBN 83-86056-39-8; inne wyd.: przedm. i tłum. Bogdan Baran, Wydawnictwo Aletheia, Warszawa 2011, stron 204, ISBN 978-83-61182-69-6 (Einbahnstrasse 1928)
- Pasaże, tłum. Ireneusz Kania, posłowie Zygmunt Bauman, Wydawnictwo Literackie, Kraków 2005, stron 1164, ISBN 83-08-03815-8 (Passagen-Werk 1927-1940)
- Berlińskie dzieciństwo na przełomie wieków, tłum. Bogdan Baran, Wydawnictwo Aletheia, Warszawa 2010, stron 222, ISBN 978-83-61182-52-8 (Berliner Kindheit um neunzehnhundert 1938, wydane 1950)
- O haszyszu. Teksty literackie, zapiski, materiały, tłum. Ewa Drzazgowska, wstęp Hermann Schweppenhäuser, Wydawnictwo Aletheia, Warszawa 2010, stron 230, ISBN 978-83-61182-42-9 (Über Haschisch. Novellistisches. Berichte. Materialien)
- Dziennik moskiewski, tłum. Bogdan Baran, Wydawnictwo Aletheia, Warszawa 2012, stron 220, ISBN 978-83-61182-91-7 (Moskauer Tagebuch 1927, wydane 1980)
- Konstelacje: wybór tekstów, tłum. Adam Lipszyc, Anna Wołkowicz, Wydawnictwo Uniwersytetu Jagiellońskiego, Kraków 2012, stron 328, ISBN 978-83-233-3411-8.
- Sny, tłum. Bogdan Baran, wybór i posłowie Burkhardt Lindner(inne języki), Wydawnictwo Aletheia, Warszawa 2017, stron 194, ISBN 978-83-65680-10-5 (Träume teksty z lat 1927–1939, wydane 2008)
- Krytyka i narracja. Pisma o literaturze, tłum. Bogdan Baran, Wydawnictwo Aletheia, Warszawa 2018, stron 302, ISBN 978-83-65680-43-3
- Podróże wyobraźni, tłum. Bogdan Baran, Wydawnictwo Aletheia, Warszawa 2021, stron 380, ISBN 978-83-65680-80-8

Teksty w antologiach:
- Autor jako producent, tłum. Krystyna Krzemień-Ojak, [w:] Andrzej Mencwel (red.), W kręgu socjologii literatury, Warszawa 1980, PIW
- Teorie niemieckiego faszyzmu. O pracy zbiorowej pt. „Wojna i wojujący”, pod redakcją Ernsta Jüngera, tłum. Ryszard Turczyn, [w:] Hubert Orłowski (red.), Wobec faszyzmu, Warszawa 1985, PIW
- Twórca jako wytwórca, [w:] S.Skwarczyńska (red.), Teoria badań literackich za granicą, t. II., Kraków 1986
- O aktualnej postawie społecznej francuskiego pisarza, tłum. Jerzy Łoziński, [w:] Jerzy Łoziński (red.), Szkoła frankfurcka, Kolegium Otryckie, Warszawa 1985–1987
- Dzieło sztuki w dobie możliwości jego reprodukcji technicznej, [w:] J. Bocheńska, A. Kisielewska, M. Pęczak, Wiedza o kulturze. Część IV. Audiowizualność w kulturze. Zagadnienia i wybór tekstów, Warszawa 1993, s. 273-284.

Teksty w periodykach:
- Dramat tragiczny i tragedia, tłum. Małgorzata Sugiera, [w:]  Literatura na Świecie nr 3 (284), Warszawa 1995
- Berlińskie dzieciństwo około roku tysiąc dziewięćsetnego, tłum. Andrzej Kopacki, [w:]  Literatura na Świecie nr 8-9 (361-362), Warszawa 2001
- Powrót flâneura, tłum. Andrzej Kopacki, [w:] ibid.
- Tajemny Berlin Franza Hessla, tłum. Andrzej Kopacki, [w:] ibid.
- Walter Benjamin Gershom Scholem Korespondencja, Przeł Adam Lipszyc, [w:]  Literatura na Świecie nr 1-2 (378-379) , Warszawa 2003
- Komentarze do wierszy Brechta, przeł. Andrzej Kopacki, [w:]  Literatura na Świecie nr 5-6 (418-419), Warszawa 2006
- Rozmowy z Brechtem. Zapiski (Notatki svendborskie), przeł. Andrzej Kopacki, [w:] ibid.
- Fragment teologiczno-polityczny, tłum. Magdalena Kurkowska, „Teologia Polityczna” 2/2004–2005
- Fragment teologiczno-polityczny, tłum. Adam Lipszyc, [w:] „Kronos” nr 1 (1), Warszawa 2007
- Kapitalizm jako religia, przeł. Paweł Mościcki, Krytyka Polityczna Nr 11-12, 2007
- Destrukcyjny charakter, przeł. Paweł Mościcki, Krytyka Polityczna Nr 13, 2007
- Krótkie cienie, przeł. Mateusz Palka, „Odra” 2017, nr 5
- Wyśniony kicz, przeł. Mateusz Palka, „Odra” 2017, nr 5
- O sytuacji rosyjskiej sztuki filmowej, przeł. Mateusz Palka, „Odra” 2017, nr 5
- Spojrzenie na Chaplina, przeł. Mateusz Palka, „Odra” 2017, nr 5
- Opowieści z samotności, przeł. Mateusz Palka, „Rita Baum” 2017, nr 44
- Państwowy monopol na pornografię, przeł. Mateusz Palka, „Rita Baum” 2017, nr 44
- Życie studentów, przeł. Jędrzej Brzeziński, Praktyka Teoretyczna 2015, nr 18
- Śmierć ojca, przeł. Mateusz Palka, kwartalnik literacki „Kontent” 2018, nr 7, s. 112-118
- Dla ubogich zbieraczy, przeł. Mateusz Palka, „Nowa Krytyka” 2018, nr 40, s. 81-84
- Paryż – miasto w zwierciadle. Wyznania miłosne pisarzy i artystów wobec „stolicy świata”, przeł. Mateusz Palka, „Studia Philosophica Wratislaviensia” 2019, nr 14 (2), s. 131-133

### Ważniejsze polskojęzyczne opracowania
- Antoni Malinowski, Szkoła frankfurcka a marksizm, PWN, Warszawa 1979.
- Karol Sauerland, O Bogu, języku, rzeczach i historii (Walter Benjamin), [w:] Karol Sauerland, Od Diltheya do Adorna. Studia z estetyki niemieckiej, PIW, Warszawa 1986.
- Karol Sauerland, Przeżycie i doświadczenie, czyli jeszcze raz o Walterze Benjaminie, [w:] ibid.
- Anna Zeidler-Janiszewska (red.) „Drobne rysy w ciągłej katastrofie...” Obecność Waltera Benjamina w kulturze współczesnej, red., Wydawnictwo Instytutu Kultury, Warszawa 1993.
- Ryszard Różanowski, Pasaże Waltera Benjamina. Studium myśli, Wydawnictwo Uniwersytetu Wrocławskiego, Wrocław 1997.
- Krzysztof Trybuś, Marek Wilczyński, Piotr Śniedziewski (red.), Wokół „Pasaży” Waltera Benjamina, Wydawnictwo Naukowe UAM, Poznań 2009.
- Hannah Arendt Walter Benjamin 1892-1940, przeł. Andrzej Kopacki, posłowie Ewa Rzanna, słowo/obraz terytoria, Gdańsk 2008.
- Adam Lipszyc, Sprawiedliwość na końcu języka. Czytanie Waltera Benjamina, Universitas, Kraków 2012.
- Michał Pospiszyl(inne języki), Zatrzymać historię. Walter Benjamin i mniejszościowy materializm, Wydawnictwo Instytutu Badań Literackich, Warszawa 2016.